# Стерлінг (округ Полк, Вісконсин)
Стерлінг (англ. Sterling) — місто (англ. town) в США, в окрузі Полк штату Вісконсин. Населення — 790 осіб (2010).

## Демографія
Згідно з переписом 2010 року, у місті мешкало 790 осіб у 335 домогосподарствах у складі 222 родин. Було 583 помешкання
Расовий склад населення:
| - 96,7 % — білих - 0,5 % — корінних американців - 0,5 % — азіатів - 0,4 % — чорних або афроамериканців |

До двох чи більше рас належало 1,6 %. Частка іспаномовних становила 1,5 % від усіх жителів.
За віковим діапазоном населення розподілялося таким чином: 21,1 % — особи молодші 18 років, 64,3 % — особи у віці 18—64 років, 14,6 % — особи у віці 65 років та старші. Медіана віку мешканця становила 45,2 року. На 100 осіб жіночої статі у місті припадало 120,1 чоловіків;  на 100 жінок у віці від 18 років та старших — 117,8 чоловіків також старших 18 років.
Середній дохід на одне домашнє господарство  становив 50 484 долари США (медіана — 45 484), а середній дохід на одну сім'ю — 63 382 долари (медіана — 54 750). Медіана доходів становила 46 818 доларів для чоловіків та 36 250 доларів для жінок. За межею бідності перебувало 11,8 % осіб, у тому числі 16,8 % дітей у віці до 18 років та 7,0 % осіб у віці 65 років та старших.
Цивільне працевлаштоване населення становило 346 осіб. Основні галузі зайнятості: виробництво — 25,1 %, роздрібна торгівля — 15,0 %, освіта, охорона здоров'я та соціальна допомога — 13,9 %.